# Pośrednia Polana (Góry Choczańskie)

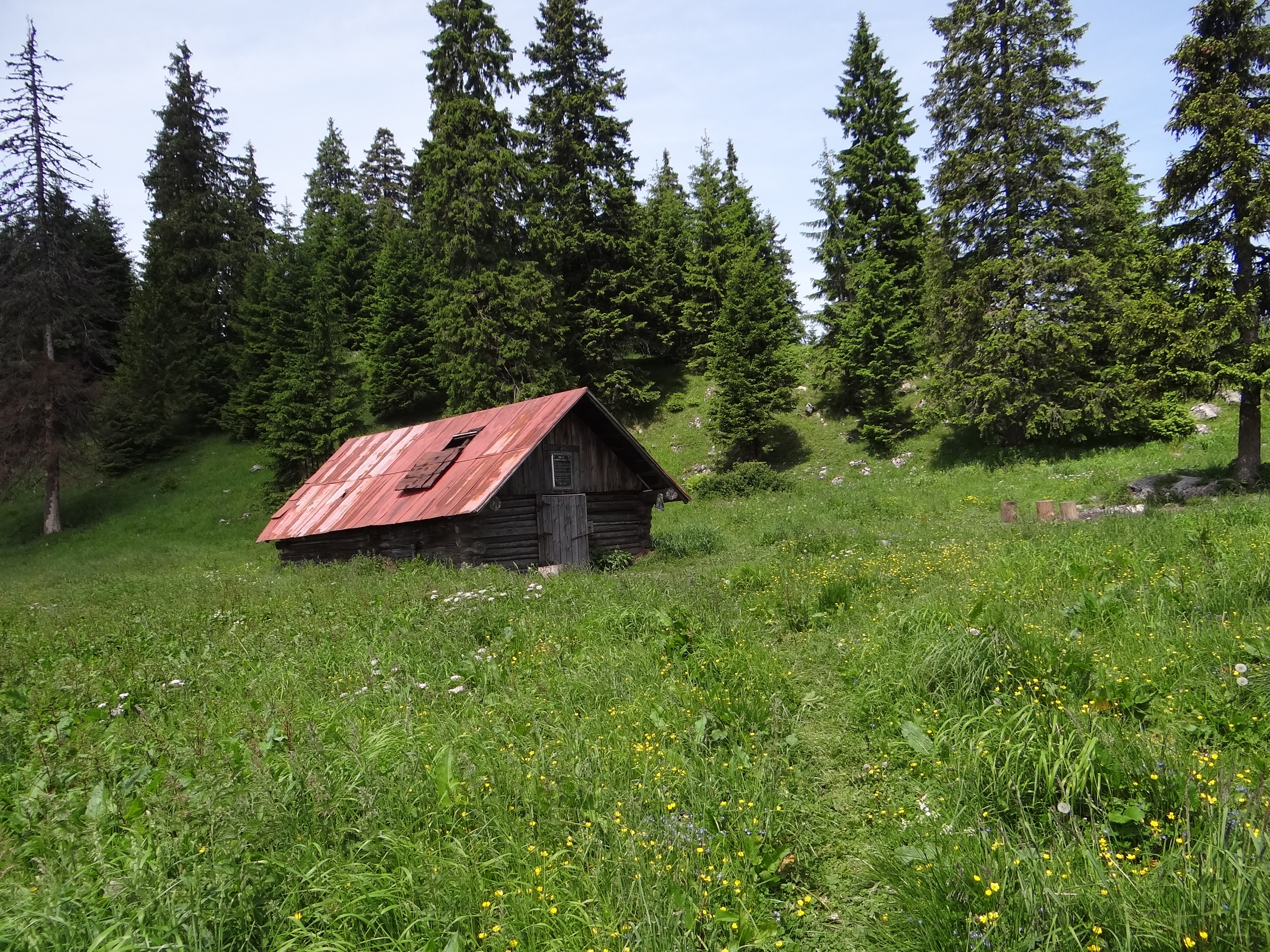
Średnia Polana z szałasem

Pośrednia Polana lub Średnia Polana (słow. Stredná poľana) – duża polana w Górach Choczańskich na Słowacji. Zajmuje rozległą rówień i przełęcz na południowo-zachodnim grzbiecie Wielkiego Chocza (Veľký Choč, 1608 m). Położona jest na wysokości około 1250-1350 m. Jest to dawna hala pasterska o powierzchni ok. 4,2 ha. Od dawna już nie jest wypasana, ale na jej obrzeżu stoi szałas będący pozostałością dawnego pasterstwa. Obecnie wykorzystywany jest czasami jako miejsce noclegowe przez mało wymagających turystów. W środku są prycze do spania, strych z desek, żelazny piecyk, miejsce na ognisko, a nad drzwiami wejściowymi tablica z instrukcją dla korzystających z szałasu (po słowacku). Utrzymanie porządku w szałasie i jego otoczeniu jest obowiązkiem korzystających z niego
.
Na Pośredniej Polanie krzyżują się dwa szlaki turystyczne, a z lasu poniżej jej południowo-wschodniego obrzeża wypływa potok Turík i prowadzi do niego ścieżka. W górnej części jest to jednak potok tylko okresowy, stale woda występuje w nim dopiero na wysokości 930 m n.p.m..
Cała polana i cały niemal rejon wielkiego Chocza to ścisły rezerwat przyrody Choč. Polana Pośrednia jest też przełęczą pomiędzy kilkoma szczytami; w obrębie polany odbiegają grzbiety do Małego Chocza (Malý Choč, 1465 m), Zadniego Chocza (Zadný Choč, 1288 m), Soliská (1107 m), Sokola (1134 m) i Kopy (1217 m).

## Szlaki turystyczne
Valaská Dubová – Pośrednia Polana
 Likavka – Zadni Chocz – Pośrednia Polana
 Vyšný Kubín – Vrštek – Drapač – Pośrednia Polana – Wielki Chocz